# L'Isle-de-Noé
L'Isle-de-Noé is een gemeente in het Franse departement Gers (regio Occitanie) en telt 550 inwoners (2019). De plaats maakt deel uit van het arrondissement Mirande.

## Geografie
De oppervlakte van L'Isle-de-Noé bedraagt 25,8 km², de bevolkingsdichtheid is 17,2 inwoners per km². In de gemeente vloeien de Grande en de Petite Baïse samen om de Baïse te vormen.

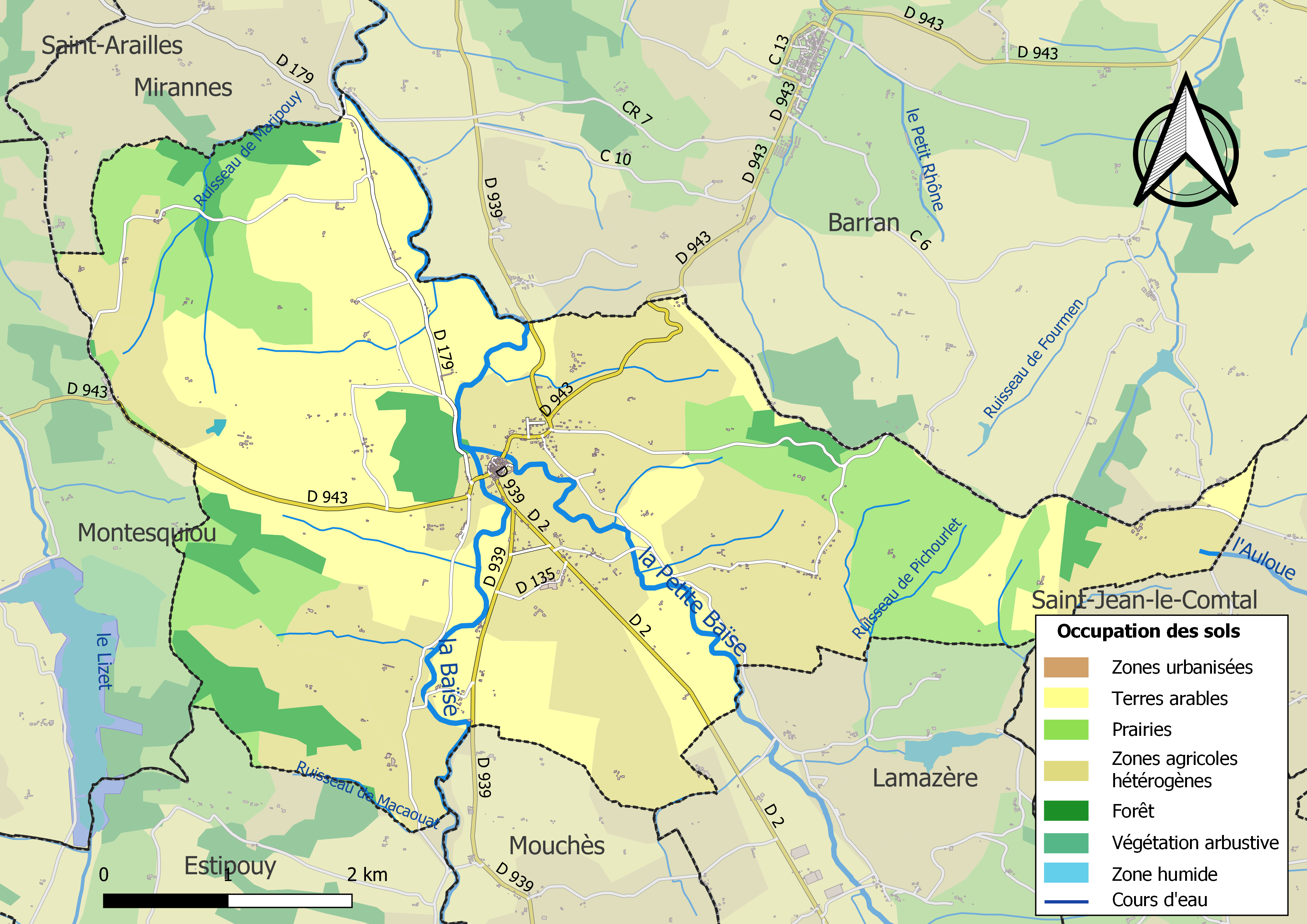
Kaart van de gemeente met belangrijkste infrastructuur, bodemgebruik en omliggende gemeenten

## Demografie
Onderstaande figuur toont het verloop van het inwonertal (bron: INSEE-tellingen).